# Eduardo Chapot Prévost
Eduardo Chapot Prévost (Cantagalo, 25 de julho de 1864 – Rio de Janeiro, 19 de outubro de 1907) foi um médico-cirurgião e cientista brasileiro.

## Biografia
Com ascendentes belgas e franceses, formou-se em medicina pela Faculdade de Medicina de Salvador, em 1885, onde defendeu a tese Formas clínicas do puerperismo infeccioso e seu tratamento. Na Faculdade de Medicina do Rio de Janeiro, iniciou-se no magistério como preparador em histologia, em 1888, passando a professor catedrático da Faculdade Nacional de Medicina, aos 25 anos, em 1890. Residiu boa parte de sua vida em Vitória, Espírito Santo.
Foi pioneiro no ensino de histologia e da cirurgia. Em 30 de maio de 1900 tornou-se mundialmente famoso pela operação da primeira separação das  xifópagas capixabas Rosalina e Maria Pinheiro Davel, trabalho descrito numa série de publicações e conferências no Brasil e na Europa. Assim descreve o médico e escritor Pedro Nava, cujo pai foi aluno de Chapot Prévost, a cirurgia: “Para realizá-la, ele preparou-se experimentalmente, criou e treinou um sistema pessoal de ligadura hepática, inventou uma mesa cirúrgica destinada ao xifópago e que, separados os mesmos, dividia-se também, indo cada metade para um lado da sala, servida pela respectiva equipe operatória que não interrompia, assim, um instante, o ato cruento tornado duplo”.
Antes da cirurgia, durante mais de um ano, as irmãs ficaram em observação. Foram aplicados remédios em uma das irmãs a fim de verificar se a outra sentia os efeitos. Foi dessa forma que Chapot-Prévost concluiu que o órgão que as ligava era o fígado. Como não havia radiografia, foram necessários vários meses para descobrir se elas possuíam um único fígado ou não. Após realizar os mais minuciosos estudos sobre a operabilidade desse caso de toracoxifopagia, esgotando os métodos de investigação e exame possíveis, Chapot-Prévost criou processos para as várias fases da inovadora cirurgia. O procedimento cirúrgico foi realizado na Casa de Saúde de São Sebastião e a equipe era composta por 13 médicos.
A cirurgia ocorreu de forma satisfatória. No entanto, Maria se recusava a se submeter a dieta que consistia tão somente na ingestão de caldos. A enfermeira, contrariando a orientação médica, lhe deu um prato com mingau de tapioca causando-lhe uma grave infecção intestinal. Faleceu cinco dias após a cirurgia vitimada por um quadro infeccioso que a medicina da época não dispunha de meios para debelar. Porém, a sobrevivência de Rosalina foi suficiente para atestar o êxito da cirurgia. Rosalina passou a morar com o médico que se tornou seu padrinho, sendo tratada como filha pelo casal.
Chapot Prévost integrou-se a comissão que foi a Berlim estudar o processo do Dr. Robert Koch para cura da tuberculose, e a que reuniu no Rio de Janeiro, sob a presidência do professor Domingos Freire, para debelação da febre amarela. Foi patrono e membro titular da cadeira  nº 81 da Academia Nacional de Medicina.
Chapot-Prévost era casado com Laura Caminhoá e da união nasceu um único filho, falecido precocemente em 19 de outubro de 1907, aos 43 anos de idade. Nessa ocasião, Rosalina tinha 14 anos de idade. Rosalina se casou, teve seis filhos e viveu por mais de 80 anos.
Obras
- Pesquisas histológicas (1890)
- A bouba e a sífilis (1892)
- O carbúnculo no matadouro (1900)
- Novo xifópago vivo (1901)
- Xifópago operado(1902)
- Cirurgia dos toracópagos (1901)
- Teratópago brasileiro vivo (1905)